# El Rodeo
El Rodeo is een plaats in het Argentijnse bestuurlijke gebied Ambato in de provincie Catamarca. De plaats telt 1.083 inwoners.